# یانوشوویتسه (گمینا ژلونکی)
یانوشوویتسه (به لاتین: Januszowice) یک روستا در لهستان است که در گمینا ژلونکی واقع شده‌است.